# Yushania collina
Yushania collina är en gräsart som beskrevs av Tong Pei Yi. Yushania collina ingår i släktet yushanior, och familjen gräs. Inga underarter finns listade i Catalogue of Life.